# Vạc rạ

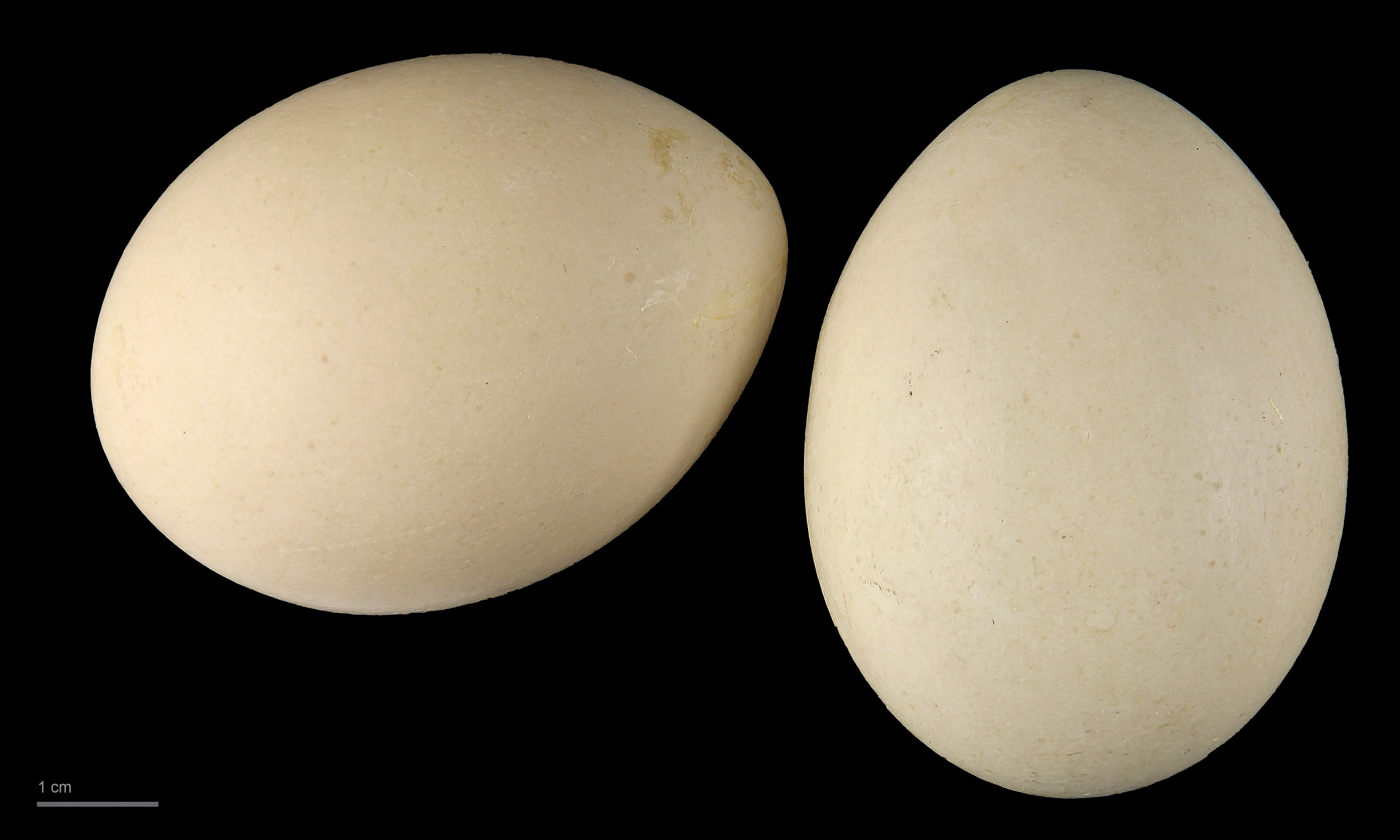
Botaurus stellaris

Vạc rạ (danh pháp hai phần: Botaurus stellaris) là một loài chim thuộc phân họ Vạc (Botaurinae) của họ Diệc (Ardeidae). Có hai phân loài, B. s. stellaris sinh sản ở châu Âu, châu Á, cùng duyên hải Bắc Phi, và B. s. capensis đặc hữu miền Nam Phi. Đây là loài nhút nhát, ít khi bị bắt gặp ở chỗ thoáng do nó thích trốn trong bãi sậy hay bụi rậm gần nguồn nước. Con đực cất tiếng kêu vào mùa sinh sản, thu hút con cái. Nó ăn cá, động vật nhỏ, chim non, động vật lưỡng cư, giáp xác và côn trùng.
Chúng thường dựng tổ trong bãi sậy cạnh mép nước. Chim mái ấp trứng và bón thức ăn cho chim non. Chim non rời tổ khi đạt hai tuần tuổi, nhưng chim mái tiếp tục chăm sóc chúng cho tới khi chúng lớn hẳn lúc đạt sáu tuần tuổi.
Do có môi trường sống chuyên biệt, cùng việc diện tích đất ngập nước thu hẹp, số lượng vạc rạ toàn cầu có lẽ đang giảm. Sự sụt giảm này không rõ rệt, và Liên minh Bảo tồn Thiên nhiên Quốc tế vẫn xem nó là loài ít quan tâm. Tuy vậy, ở vài nơi số lượng này này đang giảm mạnh. Tại Vương quốc Liên hiệp Anh và Bắc Ireland, đây là một trong những loài chim bị đe dọa nặng nhất.